# 三燕龙城遗址
龙城遗址位于辽宁省朝阳市双塔区北大街，是十六国时期前燕、后燕和北燕的都城，因此被称作“三燕龙城”。其考古范围包括龙城宫城南门，龙城东，北门，宫城角，城墙，主干道和龙腾苑遗址。
因为龙城在北燕灭亡后城址沿用至元代，导致遗址有数个朝代的文物被同时发现。

## 历史沿革
前燕时期，即公元341年1月，前燕文明帝慕容皝派大臣阳裕、唐柱，在“柳城之北，龙山之西”筑造新都——龙城。公元342年10月，慕容皝自大棘城迁都于龙城，建和龙宫。公元348年9月，慕容皝次子景昭帝慕容儁继为燕王，仍都龙城。随着前燕开疆拓土，慕容儁先后迁都于蓟城（今北京附近）、邺城（今河北临漳东南），同时在旧都龙城建立“留台”，号为龙都。公元370年，前燕灭亡，龙城等地并入前秦。
前秦于淝水之战中大败，慕容皝之子慕容垂趁机起兵，在河北中山建立后燕，并恢复前燕故土，先后派其子慕容农、慕容隆镇守龙城，重修龙城宗庙及留台。公元397年，北魏攻破后燕中山，惠愍帝慕容宝还都龙城。公元401年，后燕昭文帝慕容熙在龙城继位，扩建弘光门，修筑龙腾苑，龙城规模达到极盛。
公元407年，中卫将军，后来的北燕文成帝冯跋趁慕容熙为皇后送葬之机，在龙城发动政变，建立北燕，仍都龙城。这一时期的龙城又名和龙城，刘宋谓之黄龙城，并称北燕为黄龙国。公元436年，北魏太武帝拓跋焘讨灭北燕，其末代皇帝昭成帝冯弘出逃高句丽，出走前将龙城宫殿付之一炬。

## 发掘历史
2001年，朝阳古城的西北角被发现，为确认朝阳龙城的位置提供了参考。
2003年，朝阳市老城区在拆迁改造中发现了遗迹。考古队发现有大型夯土城门墩台、石砌门道、南北向石子路面、砖路和东西向延伸的城墙。根据史书和出土文物和遗址形制，考古队判断这就是三燕龙城宫城的南门。
同年，朝阳北塔也进行了考古发掘，证实了北塔塔基就是前燕宫城和龙宫的夯土地基。
2004年，三燕龙城宫城南门遗址被选入年度十大考古发现。
2005年，龙城的东，北两座城门被发掘。北门和东门根据它们墙体的连接和厚度，以及地面的夯土痕迹而被判断。
朝阳市双塔区他拉皋镇慕容村的两个土山：东团山子和西团山子曾在70年代被考古学家们猜测为后燕龙腾苑的遗址。2009年，考古队员对其再次进行了勘探。通过对文献的阅读和勘探结果，得出东团山子很可能是龙腾苑的景云山，西团山子为苻训英墓。
此外，龙城的几个主干道也被发掘。由于现代建筑的缘故，龙城西门没有被发掘。

## 南宫城门
龙城宫城南门叫弘光门 。考古发现至少展示了五个时代地层的南门城址。
最早的第一期城门为前燕时期，坐北朝南，共有三个门道，附近有发现城墙夯土遗址。东城墙有50余米，西城墙有10余米。
第二期城门为后燕，北燕时期。后燕时期，慕容熙大兴土木，扩建了前燕弘光门。门道由砖和木头做成，地址与前燕弘光门门重合。后燕末年，冯跋兵变，便是从弘光门攻入和龙宫的。冯跋建立北燕后继续沿用了弘光门。
第三期城门为北魏时期。根据史料记载，北魏熙平二年，公元517年，龙城曾被重修过，而考古发掘时便发现第三期城门形制有明显的改变：东西两门道被堵死，只有中门可通行。这可能就是北魏重修龙城的结果。
第四期城门为唐代时期。尽管城门依旧沿袭了北魏的一门道，但规模被扩大了。门墩的南北两端和城墙都进行了增补，门墩都用砖包裹，门道中砌有砖路。这道门可能是建于天宝五年，因为史料在这年有载“更于柳城筑营州城，兴役三旬而毕”。
第五期城门为辽代时期，与唐代城门重合，但规模再次变小。考古人员在门道有发现烧焦痕迹，说明门道被燃烧过，此门应该便从此废弃。

## 东，北城门

### 东城门
龙城东门位于营州路的东端，向北距龙城东北角约730米。经过勘探，这里发现一条道路和道路两侧的夯土台基。因为道路下没有夯土，因此被判断为为龙城东门。东城门坐西朝东，南北两个墩台，瓮城城墙自北墩台接出后右折，瓮城的城门应向南开。由于其保存较差，导致出土文物都在辽金时期，而早期文物不见踪影，只有在东城门城墙中心发现了一片纯净的前燕夯土。
东门道发现有条水沟，底铺大石板，两壁用大石块垒砌。

### 北城门
龙城北门与宫城北门共用，位于北城墙的中部偏西，同时发现的还有城墙和与城墙相连的瓮城。其为单门道，西侧墩台东西宽12米、门道宽7.5米、进深22米。考古发现瓮城的夯土高度和厚度与城墙相当，其南北长21米。考古人员还发现龙城北门的车道上发现了车辙的痕迹。据《十六国春秋》所记，后燕慕容熙昏庸无度，为死去的皇后苻训英大办葬礼，灵车出北门时发现门洞太矮，为了能够通行，慕容熙竟然叫人直接将北门破坏。

## 和龙宫
和龙宫为三燕宫城。在《晋书·慕容皝记》中写道：“时有黑龙白龙各一，见于龙山，皝亲率群僚观之，去龙二百余步，祭以太牢。二龙交首嬉翔，解角而去。”，因此慕容皝命名自己的宫殿为和龙宫。和龙宫在冯弘出逃时被焚毁，《十六国春秋》有载大火“一旬不绝”。
1988年，人们在维修朝阳北塔时在塔基下发掘出了三燕时期宫殿基址。后结合历史文献记载，以及龙城城门的发掘，确认为三燕“和龙宫”宫殿遗迹。
该次考古工作中，共发掘出了宫殿夯土台基、主体建筑址、三燕早期及晚期回廊建筑址等多处三燕和龙宫建筑遗迹，并出土了四神纹覆斗式柱础石等三燕时期文物若干。

## 龙腾苑
龙腾苑是后燕末代皇帝慕容熙为苻氏姐妹苻娀娥、苻训英修建的园林，动用劳役二万人，修筑假山景云山，又建有逍遥宫、甘露殿等房屋数百间。另修凿天河渠、曲光海、清凉池等水景，供其妃子苻氏游玩。因工期时值盛夏，参与劳役的士兵得不到休息，导致很多人中暑而死 。后来苻训英去世，冯跋在慕容熙送葬时发动政变。慕容熙被冯跋击败，退往龙腾苑的树林后被擒，随后被杀，与苻训英合葬于龙腾苑附近的徽平陵，而龙腾苑也在时代变迁中被遗弃 。
早在1973年，朝阳附近的东团山子和西团山子就被勘探过，结果显示这两个土丘皆为人工堆筑。当时的考古学家就做出了东，西团山子就是龙腾苑的猜测。
2009年，朝阳市双塔区他拉皋镇慕容村的东团山子和西团山子被再次考古勘探。尽管遗址已成为无主峰的土山，但板筑遗址，依然可见。遗址东西长约120米，南北宽36米，土基高约10米，总面积为4320平方米。
由于西团山子出土有鲜卑女人的头饰金步摇，且苻训英葬在龙腾苑附近，因此考古学家判断西团山子可能就是苻训英墓，而东团山子被判断为是龙腾苑内的假山景云山。

## 学术价值
国家文物局考古专家认为，朝阳老城区的考古发现极为重要，属都城级别，2004年以前，国内发现的都城遗址都是国家级重点文物保护单位。十六国时期整个中国北半部都为鲜卑族所统治，当属民族大融合时期，至唐代达到一个高峰，成为世界顶尖级文化。从公元3世纪到8世纪的500多年间，朝阳一直为东北地区的政治、经济、文化、军事中心所在。中原王朝经营东北地区，联系、安抚东北少数民族都是以朝阳为重心和中介实现的。因此对三燕都城遗址考古，价值非同一般。原有文献对龙城载之甚少，此次发现的宫城遗址，使人们看到了三燕都城的规制，意义重大。

## 现状
龙城宫城南门和龙腾苑被原地保护，周围有护栏。2023年，朝阳博物馆对龙城宫城南门遗址保护展示工程设计项目进行二次招标。
龙城东，北门在考古结束后被回填。和龙宫的夯土痕迹依旧保留在朝阳北塔下，其出土的四神纹覆斗式柱础石和一些砖块在北塔博物馆展出。